# Technikgeschichte (Zeitschrift)
Technikgeschichte ist die führende deutschsprachige Fachzeitschrift im Bereich Technikgeschichte, die auf Betreiben von Conrad Matschoss 1909 unter dem Titel Jahrbuch Technikgeschichte, Beiträge zur Geschichte der Technik und Industrie begründet wurde und bis 1941 existierte. Das „Jahrbuch Technikgeschichte“ ist die erste wissenschaftliche Zeitschrift auf dem Gebiet der Technikgeschichte und hat wesentlich zu ihrer Herausbildung als wissenschaftliche Disziplin beigetragen.
Die Zeitschrift Technikgeschichte schließt nach einem Registerband 31 (1965) mit dem Band 32 an das Jahrbuch Technikgeschichte an und erschien bis Band 55 (1988) im VDI Verlag. Die wissenschaftliche Leitung (Wolfgang König, Karl-Heinz Ludwig, Kurt Mauel, Wilhelm Treue und Ulrich Troitzsch) erhoffte sich 1989 vom Wechsel zum Verlag Kiepert, „daß die wissenschaftliche Stellung der Zeitschrift zwischen Technik und Geisteswissenschaften auf diese Weise besser zur Geltung gebracht werden kann“. Ein erneuter Verlagswechsel zur edition sigma erfolgte mit Band  70 (2003). Die wissenschaftliche Leitung (Reinhold Bauer, Martina Heßler, Marcus Popplow und Karin Zechmann) verkündet 2014 die „Einführung des „Double-blind peer review“-Verfahrens für die „Technikgeschichte““. 2015 lautete der Verlag edition sigma in der Nomos Verlagsgesellschaft. Die Zeitschrift Technikgeschichte erscheint heute in der Nomos Verlagsgesellschaft (Berlin).
Seit Band 45 (1978), Heft 4 wurde „nach längerer Pause wieder eine Zeitschriftenschau zur Technikgeschichte“ veröffentlicht, die Liste der ausgewerteten historischen, technikhistorischen und technischen Zeitschriften erschien im Folgeheft. Die Zeitschriftenschau findet sich letztmals in Band 78 (2011), Heft 1.
Die Zeitschrift Technikgeschichte publiziert laut Impressum „Beiträge über die geschichtliche Entwicklung der Technik in ihren wissenschaftlichen, gesellschaftlichen, wirtschaftlichen und politischen Zusammenhängen“. Die Aufsatzmanuskripte werden anonymisiert begutachtet (double blind peer-reviewed journal). Ein umfangreicher Besprechungsteil informiert über einschlägige Neuerscheinungen auf dem Buchmarkt des In- und Auslandes für den Fabian Zimmer verantwortlich ist.
Die wissenschaftliche Leitung der Zeitschrift obliegt zur Zeit Noyan Dinçkal, Sabine Höhler, Christian Kehrt und Stefan Krebs, während die redaktionelle Leitung bei Katharina Zeitz liegt, die von einem akademischen Beirat unterstützt werden.
Neben deutschsprachigen Beiträgen erscheinen auch zunehmend englischsprachige.

## Weblink
- Technikgeschichte